# Ботакаринська селищна адміністрація
Ботака́ринська селищна адміністрація (каз. Ботақара кенттік әкімшілік, рос. Ботакаринская поселковая администрация) — адміністративна одиниця у складі Бухар-Жирауського району Карагандинської області Казахстану. Адміністративний центр — селище Ботакара.
Населення — 6497 осіб (2021; 5402 у 2009, 5218 у 1999, 5790 у 1989).
Станом на 1989 рік існувала Ульяновська селищна рада (смт Ульяновський).

## Склад
До складу адміністрації входять такі населені пункти:
| Населений пункт            | Населення, осіб (1989) | Населення, осіб (1999) | Населення, осіб (2009) | Населення, осіб (2021) |
| -------------------------- | ---------------------- | ---------------------- | ---------------------- | ---------------------- |
| Ботакара, селище           | 5790                   | 5166                   | 5351                   | 6425                   |
| Ботакара, станційне селище | -                      | 52                     | 51                     | 72                     |